# 25 noiembrie
ianuarie • februarie • martie  • aprilie  • mai  • iunie  • iulie  • august  • septembrie  • octombrie  • noiembrie  • decembrie
25 noiembrie este a 329-a zi a calendarului gregorian și a 330-a zi în anii bisecți. Mai sunt 36 de zile până la sfârșitul anului.

## Evenimente

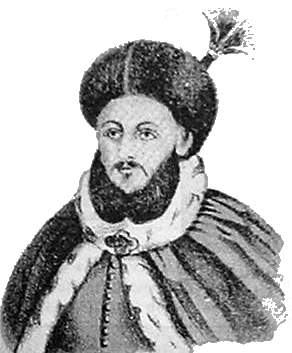
1715: Începutul domniilor fanariote în Țara Românească prin instaurarea la domnie a lui Nicolae Mavrocordat.

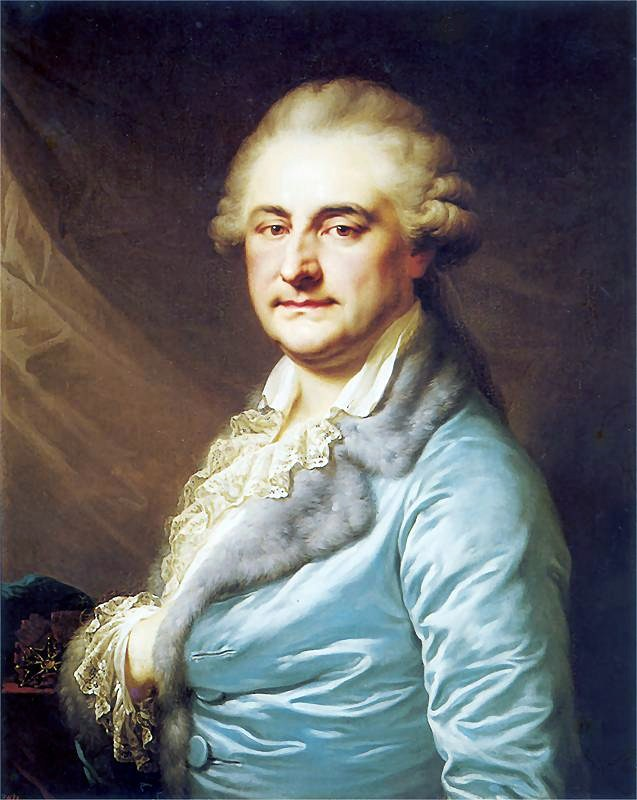
1795: Împărțirea Poloniei: Stanisław August Poniatowski (foto), ultimul rege al Poloniei independente, este forțat să abdice și este exilat în Rusia.

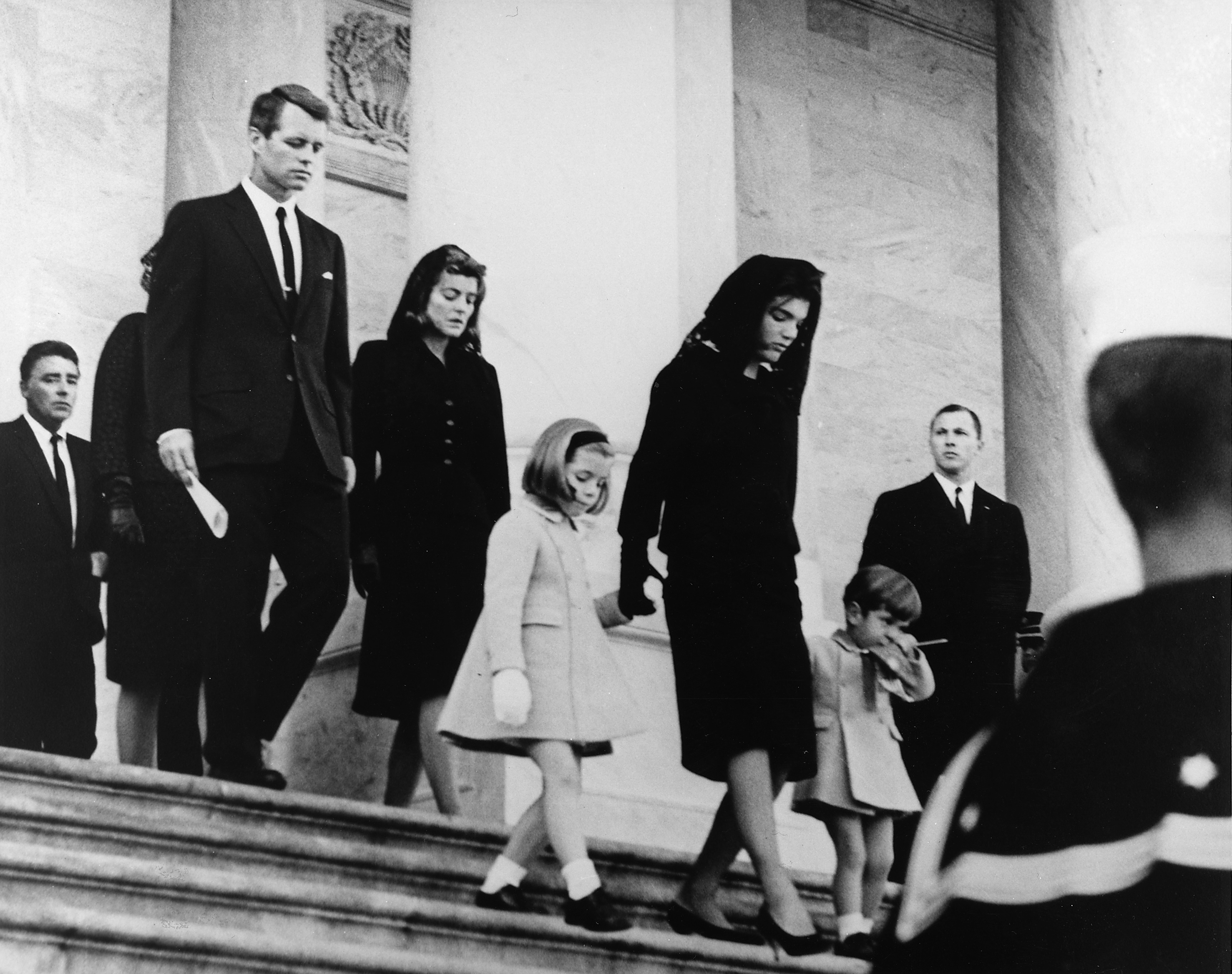
1963: Familia lui John F. Kennedy la înmormântare

- 1034: Malcolm al II-lea al Scoției moare. Duncan, fiul celei de-a doua fiice, în locul lui Macbeth, fiul fiicei mai mari, moștenește tronul.
- 1120: La naufragiul Corabiei Albe moare prințul Angliei William Adelin, fiul lui Henry I al Angliei (cel mai tânăr fiu al lui William Cuceritorul).
- 1177: Bătălia de la Montgisard, singura dată în care sultanul Saladin a fost învins de cruciați. Armatele unite ale lui Baudoin al IV-lea al Ierusalimului zdrobesc oastea musulmană.
- 1343: Un tsunami, cauzat de un cutremur în Marea Tireniană, devastează, printre altele, Napoli și Republica Maritimă Amalfi.
- 1715: Începutul domniilor fanariote în Țara Românească prin instaurarea la domnie a lui Nicolae Mavrocordat. Domniile fanariote însemnau o prelungire a controlului exercitat de Poartă asupra Țărilor Române, dar cu autonomie internă sporită.
- 1783: Armatele britanice au evacuat New York-ul, ultima lor poziție militară din timpul revoluției americane.
- 1795: Împărțirea Poloniei: Stanisław August Poniatowski, ultimul rege al Poloniei independente, este forțat să abdice și este exilat în Rusia.
- 1864: Este promulgată „Legea instrucțiunii publice", ce avea să stea la baza învățământului românesc modern. Se stabilesc trei grade de învățământ: primar, secundar și superior, din care „instrucțiunea primară este obligatorie și gratuită".
- 1867: A intrat în vigoare prima Convenție poștală a României, cea cu Rusia, conform căreia pe teritoriul României serviciul de poștă urma să fie efectuat numai de către Poșta Română.
- 1896: Apare, la București, primul număr al revistei Literatura și arta română. Idei, simțire și formă, sub conducerea lui Nicolae Petrașcu.
- 1915: Albert Einstein prezintă Academiei de Științe din Prusia ecuațiile de câmp ale relativității generale.
- 1916: Primul Război Mondial: Trupele române angajează puternice acțiuni de luptă pe linia Cricov-Ialomița, pentru a câștiga timpul necesar atât concentrării forțelor ruse, cât și pregătirii unei alte linii de rezistență.
- 1932: „Pact de neagresiune electorală" între Partidul Național Țărănesc și Garda de Fier. Aderă ulterior gruparea liberală condusă de Gheorghe Brătianu („georgiștii"), Uniunea Agrară condusă de Constantin Argetoianu și Partidul Evreiesc din România.
- 1940: Încep, la Jilava, săpăturile pentru dezgroparea, în vederea reînhumării, a osemintelor lui Corneliu Zelea Codreanu și ale celorlalți legionari uciși împreună cu el.
- 1952: La Ambassadors Theatre din Londra se joacă piesa Cursa de șoareci de Agatha Christie. Va deveni cea mai longevivă piesă de teatru care se joacă neîncetat pe scena londoneză din istorie.
- 1953: Echipa națională de fotbal a Angliei pierde pentru prima dată un meci pe teren propriu împotriva unei echipe continentale europene. Ungaria a învins Anglia cu 6-3 pe Wembley.
- 1963: La înmormântarea lui John F. Kennedy de la Cimitirul Național Arlington, conform unei estimări făcute de New York Times, au participat un milion de oameni.
- 1970: În Japonia, scriitorul Yukio Mishima și un compatriot comit seppuku ritualic după o tentativă de lovitură de stat nereușită.
- 1986: A izbucnit scandalul Iran-Contra, prin care oficialii americani îi sponsorizau în secret pe rebelii din Nicaragua, cu banii obținuți de pe urma vânzării de armament în Iran.
- 1998: Jiang Zemin a fost primul șef de stat chinez care a vizitat Japonia, după cel de-al doilea război mondial.
- 2001: Cercetatorii de la societatea „Advanced Cell Technology" din Worcester, Massachusetts, SUA, au anunțat clonarea primului embrion uman din lume, prin transferul nucleelor celulelor aparținând unor celule de piele în ovule denucleate, prelevate de la femei.
- 2007: Alegeri parlamentare și referendum pentru alegerea sistemului de vot în România.
- 2021: Criza politică din România: Parlamentul României votează guvernul PNL-PSD-UDMR, condus de Nicolae Ciucă cu 318 voturi „pentru” și 126 „împotrivă”.[1]

## Nașteri
- 1562: Lope Felix de Vega Carpio, scriitor și dramaturg, reprezentant de seama al Renașterii spaniole (d. 1635)
- 1609: Henrietta Maria, prințesă a Franței și regină a Angliei, Scoției și Irlandei, soția lui Carol I al Angliei (d. 1669)
- 1638: Ecaterina de Braganza, soția regelui Carol al II-lea al Angliei (d. 1705)
- 1743: Prințul William Henry, Duce de Gloucester și Edinburgh, frate mai mic al regelui George al III-lea (d. 1805)
- 1814: Julius Robert von Mayer, naturalist și medic german (d. 1878)
- 1814: Matei Millo, actor român (d. 1896)

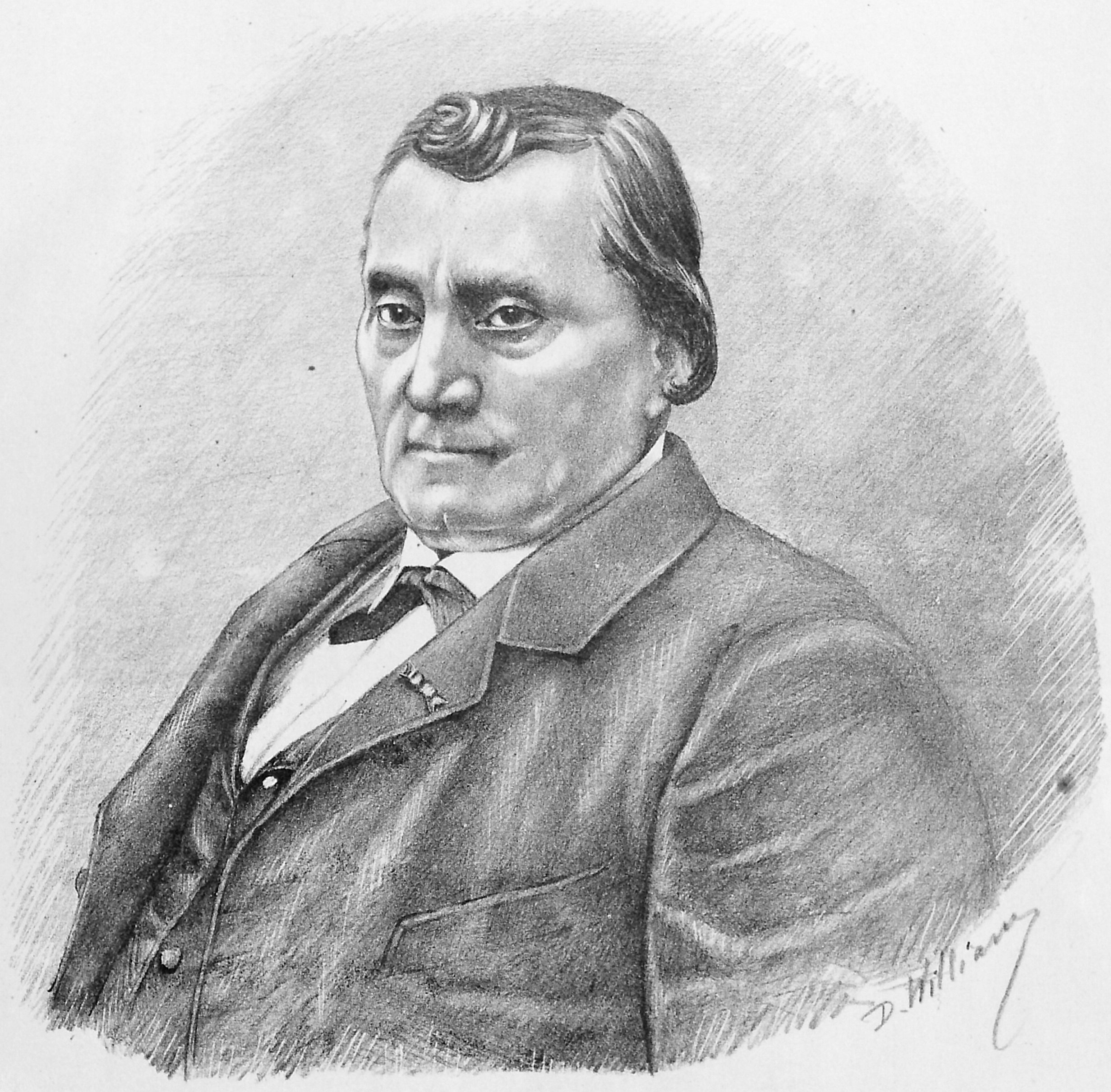
Matei Millo, actor român
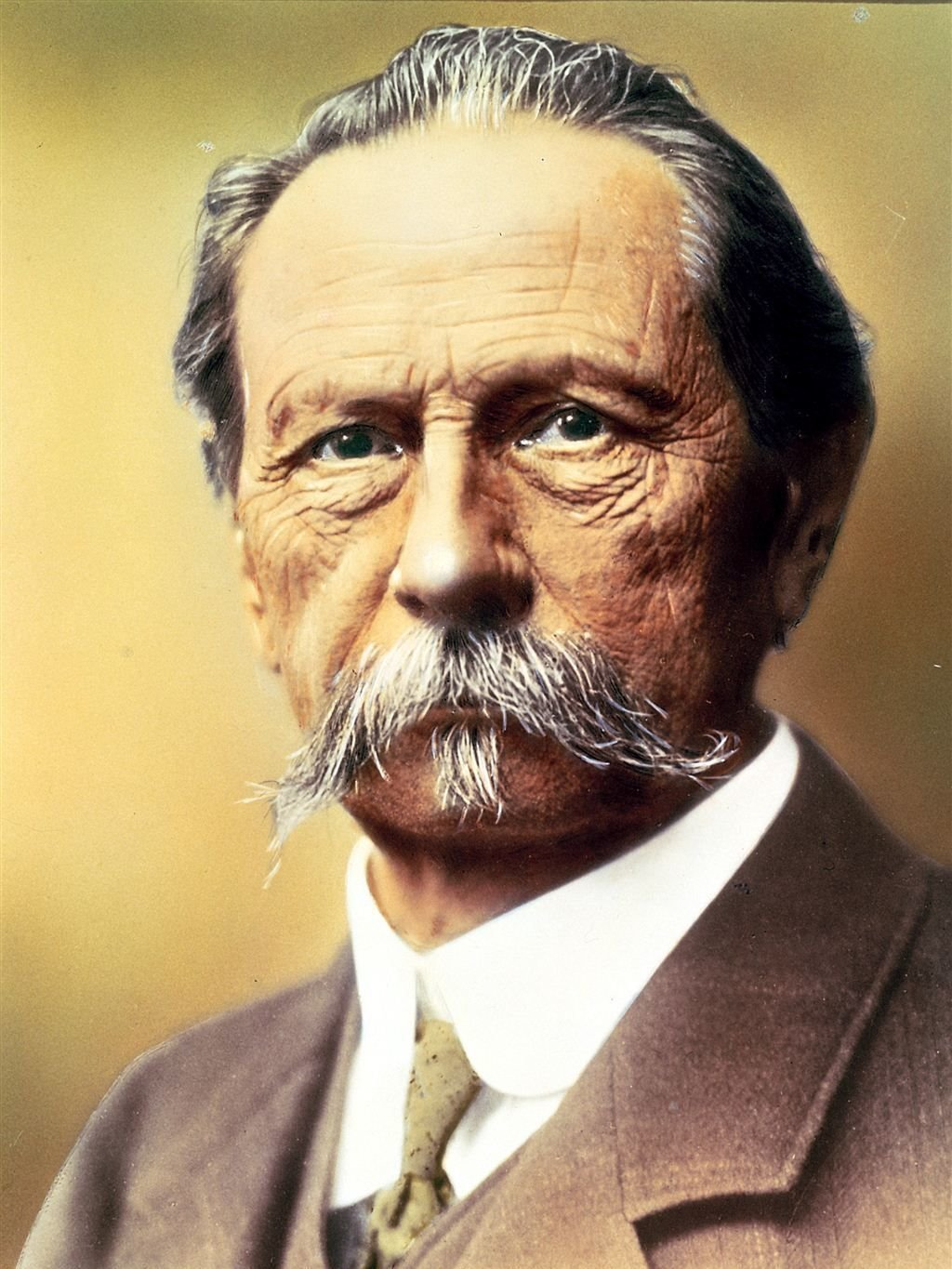
Karl Benz, iniginer german, constructor de automobile
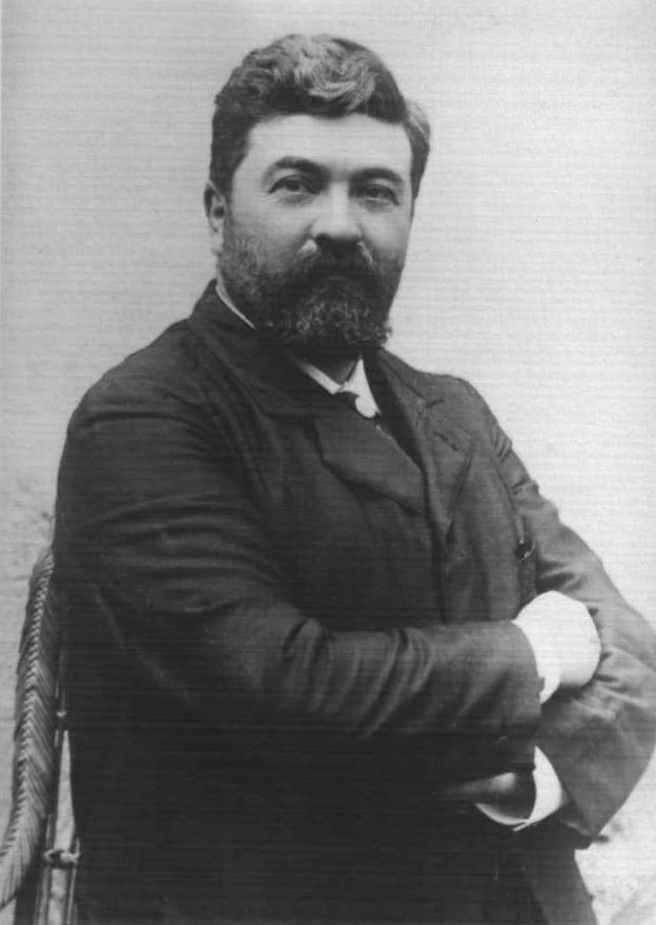
Ion Cantacuzino, medic și bacteriolog român

- 1835: Andrew Carnegie, om de afaceri și filantrop american de origine scoțian (d. 1919)
- 1844: Karl Benz, iniginer german, constructor de automobile (d. 1929)
- 1852: Arhiducele Johann Salvator de Austria, membru al ramurei de Toscana a Casei de Habsburg-Lorena (d. 1890)
- 1863: Ion Cantacuzino, medic și bacteriolog român (d. 1934)
- 1865: Georges Lemmen, pictor belgian (d. 1916)
- 1868: Ernest Louis de Hesse și de Rin, ultimul Mare Duce de Hesse și de Rin (d. 1937)
- 1876: Prințesa Victoria Melita de Saxa-Coburg și Gotha, sora reginei Maria a României (d. 1936)
- 1881: Papa Ioan al XXIII-lea (d. 1963)
- 1892: Petre Constantinescu-Iași, istoric și om politic, membru al Academiei Române (d. 1977)
- 1896: George Vraca, actor român (d. 1964)
- 1915: Augusto Pinochet, general și președinte al Republicii Chile (d. 2006)
- 1923: Paul Niculescu-Mizil, politician român (d. 2008)
- 1926: Poul Anderson, scriitor american de science fiction (d. 2001)
- 1931: Panait I. Panait, istoric și arheolog român (d. 2015)
- 1936: Ion Văduva, matematician și informatician român (d. 2023)
- 1937: Nicolae Urdăreanu, bariton român (d. 2019)
- 1943: Jan Andrew, înotătoare australiană
- 1947: Stéphane Courtois, istoric francez
- 1948: Doina Cojocaru, handbalistă română (d. 1996)
- 1960: John F. Kennedy Jr., fiul președintelui american John F. Kennedy (d. 1999)
- 1961: Vasile Dîncu, politician român
- 1971: Christina Applegate, actriță americană
- 1977: Alex Tocilescu, scriitor, jurnalist și muzician român
- 1979: Sandrine Bailly, biatlonistă franceză
- 1980: Aaron Mokoena,  fotbalist sud-african
- 1981: Xabi Alonso, fotbalist spaniol
- 1982: Valentin Porcișteanu, pilot de raliuri român
- 1983: Cássio Barbosa, fotbalist brazilian
- 1984: Gaspard Ulliel, actor francez (d. 2022)
- 1985: Marit Malm Frafjord, handbalistă norvegiană
- 1985: Yuki Ota, scrimer japonez, laureat olimpic
- 1986: Katie Cassidy, actriță americană
- 1986: Craig Gardner, fotbalist englez
- 1990: Alaaeldin Abouelkassem, scrimer egiptean
- 1995: Ben O'Connor, ciclist australian

## Decese
- 1034: Malcolm al II-lea al Scoției (n. 954)
- 1185: Papa Lucius al III-lea (n. 1110)
- 1867: Karl Ferdinand Sohn, pictor german (n. 1805)
- 1868: Joseph, Duce de Saxa-Altenburg (n. 1789)
- 1885: Alfonso al XII-lea, rege al Spaniei (n. 1857)
- 1885: Grigore Alexandrescu, poet și fabulist român (n. 1810)
- 1927: József Rippl-Rónai, pictor impresionist (n. 1861)
- 1935: Anastasia de Muntenegru, fiica regelui Nicolae I al Muntenegru, Mare Ducesă a Rusiei (n. 1868)
- 1936: Gabriela Chaborski, chimistă română de origine poloneză (n. 1891)

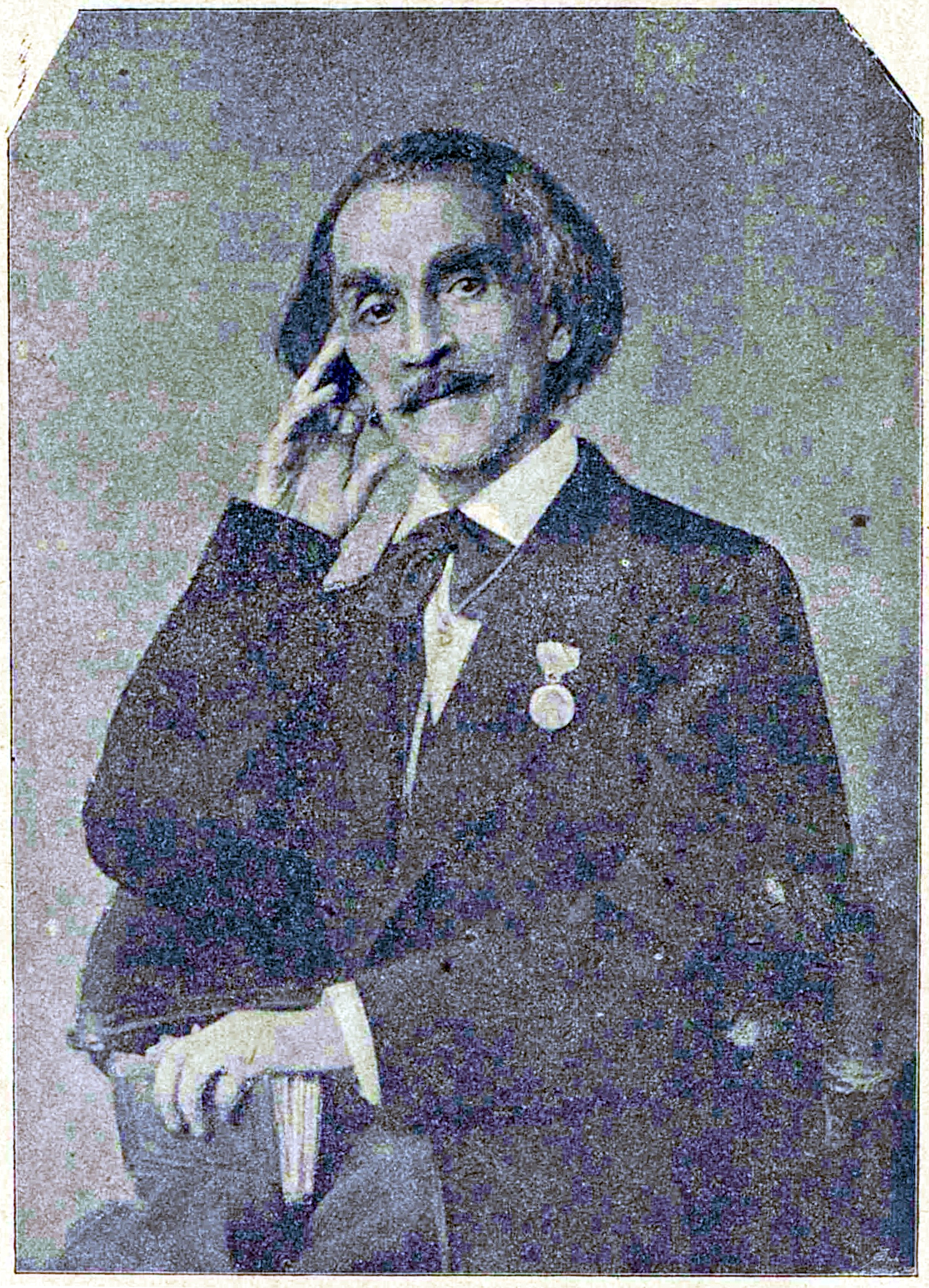
Grigore Alexandrescu, poet și fabulist român
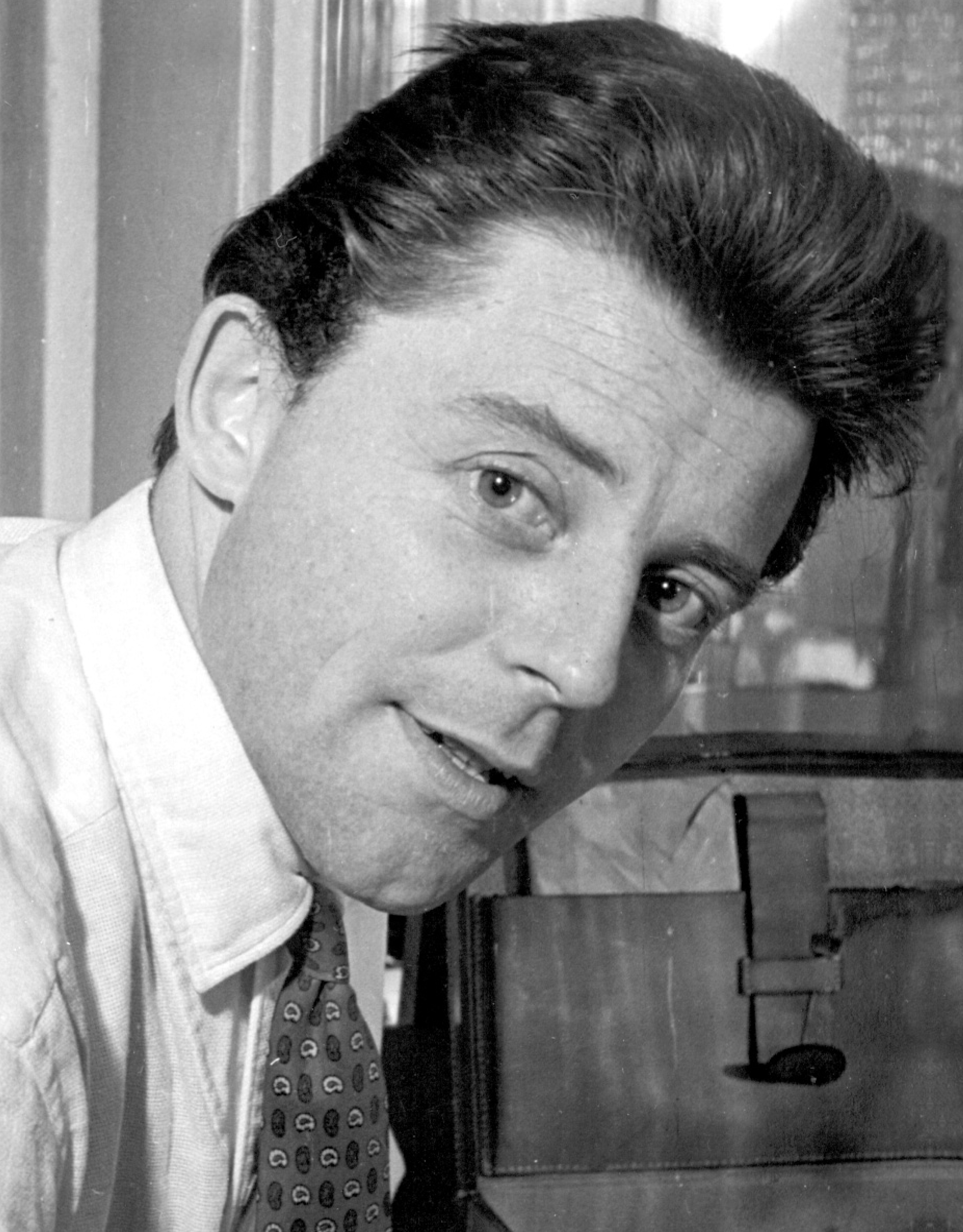
Gérard Philipe, actor francez

- 1950: Johannes Vilhelm Jensen, scriitor danez (n. 1873)
- 1951: István Friedrich, politician maghiar, prim-ministru al Ungariei (nov. 1919- mar. 1920) (n. 1883)
- 1957: Prințul George al Greciei și Danemarcei, al doilea fiu al regelui George I al Greciei (n. 1869)
- 1959: Gérard Philipe, actor francez (n. 1922)
- 1970: Yukio Mishima,  scriitor japonez (n. 1925)
- 1972: Teodor Bălan, istoric român (n. 1885)
- 1972: Henri Coandă, inventator și inginer, creatorul primului avion cu reacție din lume (n. 1886)
- 1994: Gheorghe Vitanidis, regizor român (n. 1929)
- 1997: Viorel Mateianu, fotbalist român (n. 1938)
- 1999: Alexandru Ciorănescu, prozator, poet, dramaturg și istoric literar (n. 1911)
- 2003: Mircea Mihail Ghiorghiu, pictor român (n. 1953)
- 2005: George Best, fotbalist nord irlandez , extremă stângă la Manchester United (n. 1946)
- 2008: William Gibson, dramaturg american (n. 1914)
- 2009: Theodor Hristea, lingvist român (n. 1930)
- 2016: Fidel Castro, președintele Cubei (n. 1926)
- 2016: Lorin Fortuna, combatant ezoteric și unul din liderii revoluționari din Timișoara (n. 1948)
- 2017: Cornel Pelmuș, scrimer român (n. 1933)
- 2018: Randolph Lewis Braham, istoric american de origine română (n. 1922)
- 2020: Diego Maradona, fotbalist și antrenor argentinian (n. 1960)
- 2023: Terry Venables, fotbalist și antrenor de fotbal englez (n. 1943)

## Sărbători
- Sf. Mare Muceniță Ecaterina; Sf. M. Mc. Mercurie (Odovania Praznicului Intrarii in Biserica a Maicii Domnului) (calendar crestin-ortodox)
- Sf. Ecaterina din Alexandria (calendar romano-catolic)
- S Ecaterina. S Mercuriu. Încheierea Sărb. Intrării în Templu a Maicii Domnului (calendar greco-catolic)
- Ziua internațională a nonviolenței
- Ziua internațională pentru eliminarea violenței împotriva femeilor
- Surinam: Ziua națională. Aniversarea proclamării independenței (1975)